# Olajumoke Bodunrin
Olajumoke Bodunrin, née le 7 février 1945, est une athlète nigériane.

## Carrière
Elle est médaillée d'or du 100 mètres et du relais 4 x 100 mètres aux Jeux africains de 1965 à Brazzaville. Elle participe aux Jeux olympiques d'été de 1968.